# Marc-Édouard Nabe

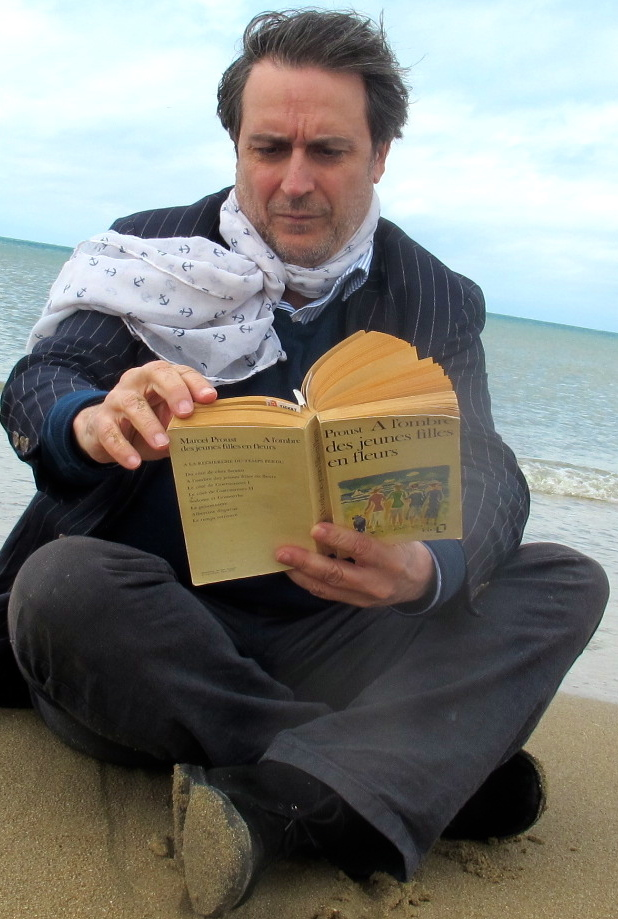
Marc-Édouard Nabe (2015)

Marc-Édouard Nabe (* 27. Dezember 1958) ist ein französischer Schriftsteller. Er ist außerdem Jazz-Gitarrist und Maler.

## Leben
Marc-Édouard Nabe wurde 1958 unter dem Namen Alain Marc Édouard Zannini in Marseille geboren. Seine Mutter stammt aus Korsika, während sein Vater, der Jazz-Musiker Marcel Zanini, griechische, italienische und türkische Wurzeln hat.
Marc-Édouard Nabe hat zwischen 1985 und 2010 insgesamt 28 Bücher veröffentlicht.